# Stoppelden
Stoppelden (Pinus aristata) is een soort uit het geslacht den (Pinus). De soort komt voor in de Verenigde Staten, in het bijzonder in het Rotsgebergte van Colorado en noordelijk New Mexico. Er is tevens een geïsoleerde populatie in het gebied van de San Francisco Peaks in Arizona. De plant wordt gewoonlijk aangetroffen in koude, droge subalpiene klimaatomstandigheden op hoogten van ca. 2500 tot 3700 m. Dit is vaak aan of boven de boomgrens voor andere soorten, maar de boom kan ook wat lager uitgebreide bossen vormen met een gesloten bladerdak.

## Determinatie

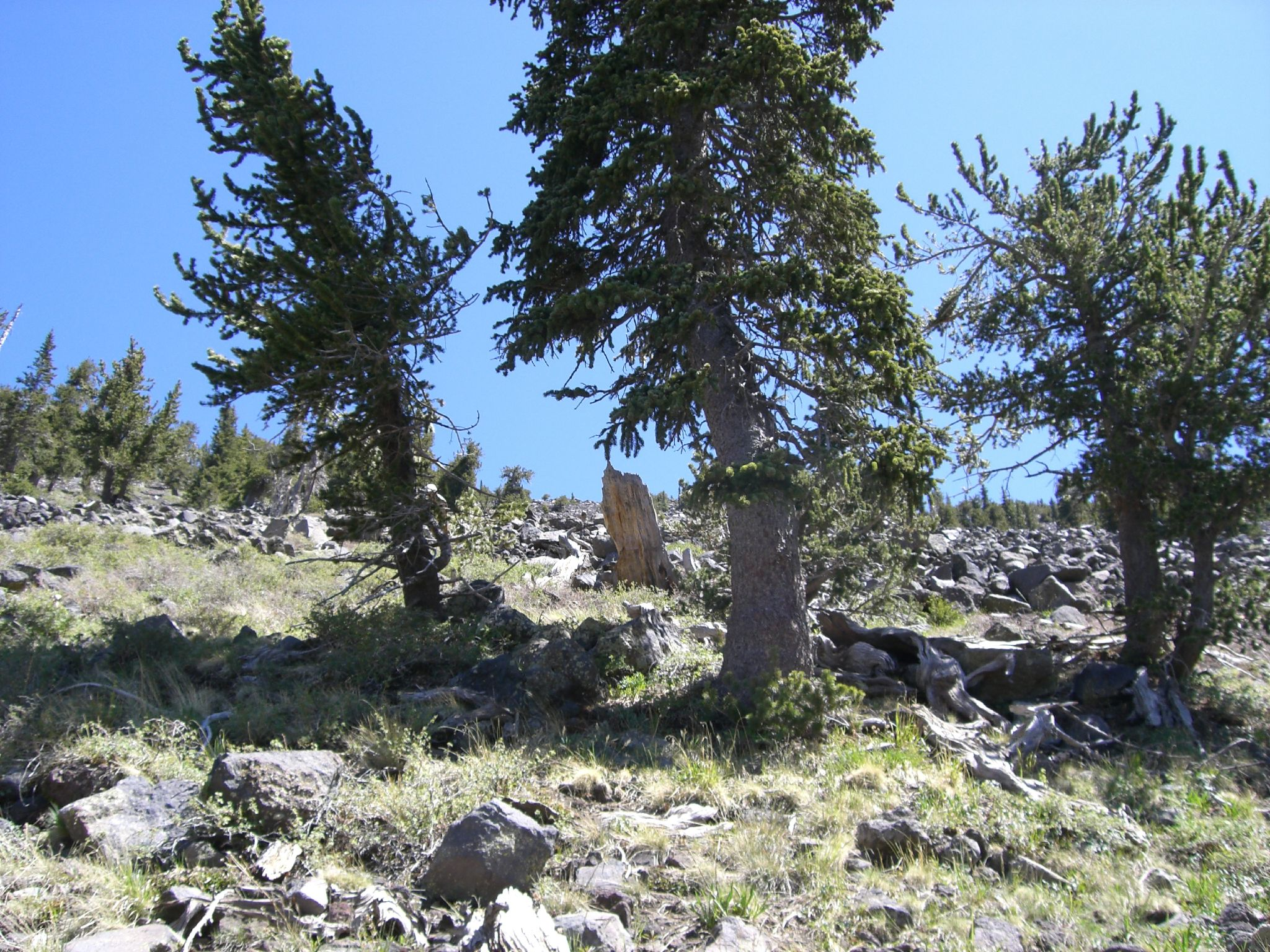
Een opstand van losstaande stoppeldennen.

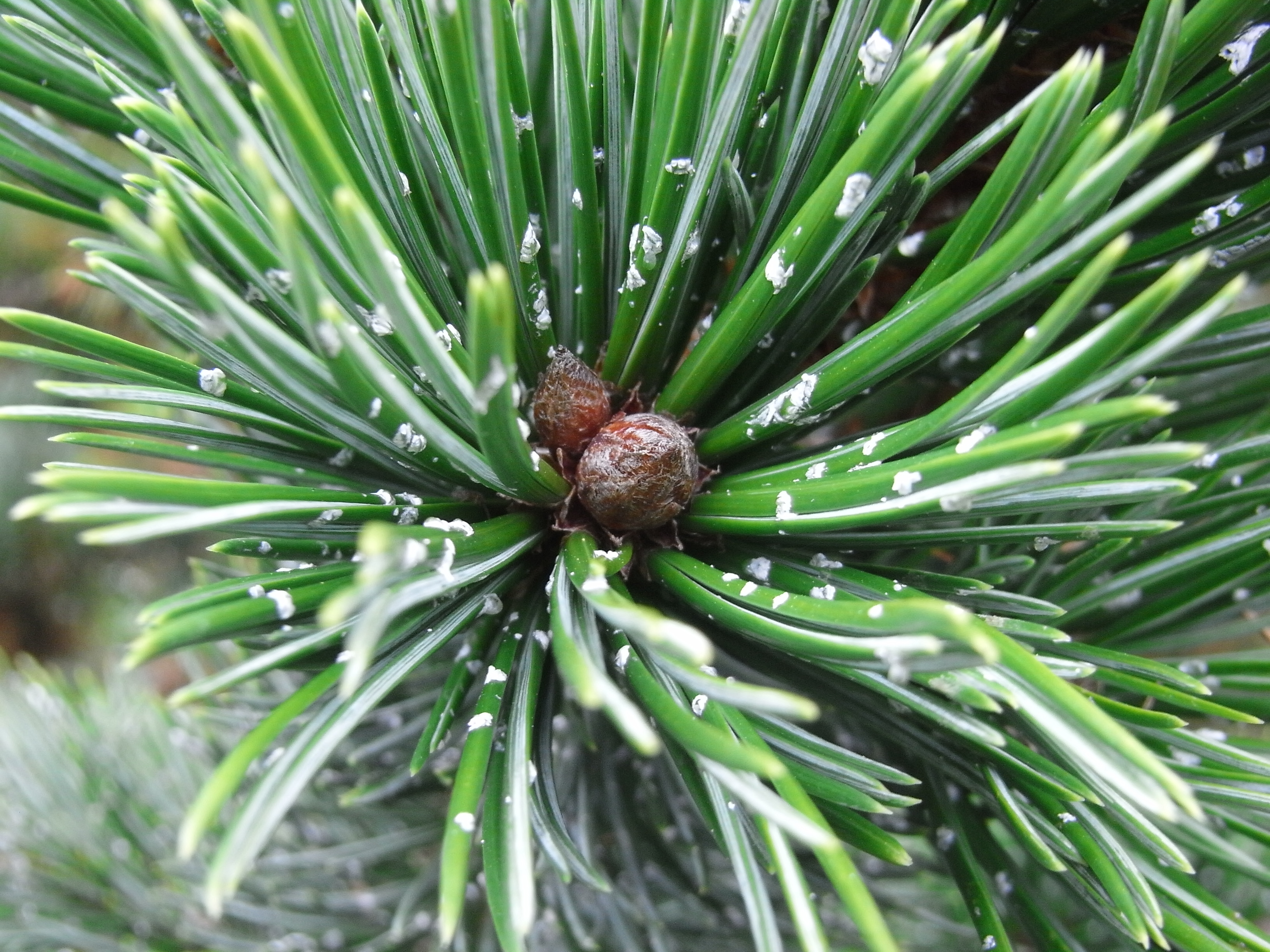
Naalden met de karakteristieke harsvlekken.

Stoppelden is een boom- of struikvormende conifeer; ze kan een hoogte kan bereiken van 5–15 m. De omvang van de stam wordt zo'n 1,5 m. De bast is grijsbruin, dun en schubbig aan de voet van de stam. De bladeren zijn naaldvormig en staan in groepjes van vijf. De naalden zijn stevig en 2,5–4 cm lang, diep groen tot blauwgroen aan de buitenzijde, met stomata beperkt tot een helderwitte band op het binnenvlak. De kegels zijn eivormig cilindrisch van vorm, 5–10 cm lang  en 3–4 cm breed in gesloten toestand, eerst paars van kleur, later rijpend tot een dofgele kleur op een leeftijd van 16 maanden. Ze vertonen talrijke dunne, breekbare schubben. Iedere schub heeft een borstelachtige stekel 4–8 mm lang. Wanneer de kegels rijp zijn en opengaan, worden zij 4–6 cm breed en laten zij de zaden onmiddellijk na opening los. De zaden zijn 5 mm lang, met een vleugel van 10–20 mm; zij worden meestal door de wind verspreid, maar er is ook een vogelsoort, de grijze notenkraker, die graag met de zaden zijn maal doet en daarmee soms ook tot de verspreiding bijdraagt. 

## Verwante taxa
De soort werd voorheen als een ondersoort van vossenstaartden (Pinus balfouriana subsp. aristata) beschouwd. Stoppelden wordt nu gezien als een van drie 'bristlecones'. 
De boomsoort verschilt van de andere twee soorten 'bristlecones' P. balfouriana en P. longaeva  doordat de naalden gewoonlijk maar één harskanaal vertonen, zelden twee, en deze zijn gewoonlijk onderbroken, waardoor er harsvlekken ontstaan die wel wat op hoofdroos lijken. Hieraan is stoppelden goed te herkennen. Geen andere den vertoont dit, hoewel insectenplagen soms voor een vergelijkbaar effect zorgen.

## Langlevendheid
Deze traaggroeiende boom kan erg oud worden, hoewel niet zo oud als de soort Pinus longaeva. Voor zover bekend groeit de oudste stoppelden op de Black Mountain bij Craig in Colorado. Te oordelen aan zijn jaarringen is de boom minstens 2.435 jaar oud. De meeste bomen worden maar zo'n 1500 jaar oud. Deze langlevende soort staat erg in de belangstelling van de kant van de dendrochronologie. Men heeft bijvoorbeeld in jaarringen van deze soort vastgesteld dat er in 1628 v.Chr. iets gebeurd moet zijn wat de groei van bomen belemmerd heeft. In Europa is hetzelfde gezien bij het hout van eiken. De gebeurtenis wordt vaak in verband gebracht met de Minoïsche uitbarsting.

## Cultivatie
Van de drie soorten is stoppelden het vaakst in cultivatie aan te treffen. Stoppeldennen zijn erg in trek als een langzaam groeiende, niet al te grote bomen in tuinen in een koud klimaat. Ze worden daar echter lang niet zo oud, vaak niet meer dan 100 jaar omdat warmere en vochtigere omstandigheden vaak tot aantasting van het wortelstelsel leiden